# 沙希·布尚 (外交官)
沙希·布尚（英語：Shashi Bhushan，1989年—），印度外交官，曾任印度駐符拉迪沃斯托克總領事。

## 經歷
沙希·布尚生於1989年。2012年畢業於國家理工學院巴特那校區。2012年至2017年在德里三星研究中心任職。
2017年加入印度外事服務部。2017年至2018年，在拉尔·巴哈杜尔·夏斯特里国家行政学院和外交学院接受培训。2018年，擔任外交部發展夥伴關係管理一司副處長。2018年至2019年，在莫斯科国立大学俄语和文化学院学习俄语。2019年，在印度驻俄罗斯大使館政治和經濟部門任職。
2020年1月6日至2021年12月6日，任印度駐符拉迪沃斯托克總領事。离任后前往印度驻英国高级专员公署任职，先后任二等秘书、一等秘书。